# Oda de Cantorbéry
Pour les articles homonymes, voir Oda (homonymie) et Odon.
Oda ou Odon, surnommé « le Bon » ou « le Sévère », est un ecclésiastique anglo-saxon mort le 2 juin 958. Il est évêque de Ramsbury, puis archevêque de Cantorbéry de 941 à sa mort.
D'origine danoise, il est l'oncle d'Oswald de Worcester. Considéré comme saint après sa mort, il est fêté le 4 juillet.

## Biographie

### Origines
Oda est d'origine danoise et pourrait être né en Est-Anglie. Son père serait un Danois arrivé en Angleterre en 865, avec la Grande Armée d'Ivar et Ubba. Son neveu Oswald devient par la suite archevêque d'York. Oscytel, un autre archevêque d'York, et Thurcytel, un abbé, sont apparentés à Oswald, mais rien ne permet d'affirmer qu'ils le sont aussi à Oda.
D'après l'hagiographie d'Oswald rédigée par Byrhtferth de Ramsey, Oda aurait rejoint la maisonnée d'Æthelhelm, un noble d'une grande piété qu'il aurait accompagné en pèlerinage à Rome. Il aurait soigné une maladie dont souffrait Æthelhelm durant leur voyage. Par la suite, Oda aurait été nommé évêque de Wilton par le roi d'Angleterre, qui se trouve être le frère d'Æthelhelm. Dans la mesure où l'on ne connaît aucun roi ayant un frère nommé Æthelhelm à cette époque, cette nomination est vraisemblablement une invention de la part de Byrhtferth. D'autres sources, parmi lesquelles Guillaume de Malmesbury, affirment qu'Oda aurait combattu sous les ordres d'Édouard l'Ancien avant de devenir prêtre, mais ce n'est guère plus probable. Byrthferth affirme également qu'il a été moine à l'abbaye de Fleury, ce qui est plausible, mais impossible à dater.

### Évêque de Ramsbury
Contrairement à ce qu'affirment Byrhtferth et Guillaume de Malmesbury, Oda est nommé évêque de Ramsbury et non de Wilton. Il est sacré à une date inconnue entre 909 et 927. Il doit vraisemblablement sa nomination au roi Æthelstan (r. 924-939). Il apparaît pour la première fois en tant qu'évêque sur une charte royale de 928. D'après Richer de Reims, Æthelstan envoie Oda en Francie en 936 pour superviser la restauration de son neveu Louis d'Outremer, exilé en Angleterre depuis plusieurs années. Cependant, Richer écrit à la fin du Xe siècle, et aucune source contemporaine ne mentionne cette mission d'Oda.
Oda aurait combattu aux côtés d'Æthelstan lors de la bataille de Brunanburh en 937. Une légende rapporte qu'il lui aurait fourni une épée miraculeuse après que l'épée du roi soit tombée de son fourreau. Une chronique de l'abbaye de Ramsey rapporte que l'épée se trouve toujours dans le trésor royal dans les années 1170, encore que le chroniqueur rapporte cette légende comme un « on-dit » plutôt que comme un fait avéré. Aucune source contemporaine ne rapporte la présence d'Oda à Brunanburh.
En 940, Oda arrange la trêve entre Edmond Ier, le successeur d'Æthelstan, et le roi de Dublin Olaf Gothfrithson, qui s'est emparé de la Northumbrie avec la ville d'York.

### Archevêque de Cantorbéry
Oda est nommé archevêque de Cantorbéry en 941. Il apporte son assistance au roi Edmond dans la préparation d'un nouveau code de lois, qui inclut une série de lois concernant les affaires ecclésiastiques. Aux côtés de l'archevêque Wulfstan d'York, il assiste au concile présidé par Edmond durant lequel ce code de lois est promulgué, tenu à Londres à Pâques 945 ou 946. Oda rédige également des règles à destination du clergé : les Constitutions d'Oda, qui sont le plus ancien texte de ce genre émis par les réformateurs anglais du Xe siècle connu. Il s'intéresse aux relations entre les laïcs et le clergé, aux devoirs des évêques, à l'observation du jeûne et à la nécessité de la dîme.
À la mort du roi Eadred, en 955, Oda reçoit une importante somme d'argent en accord avec son testament. Il sacre son successeur Eadwig en 956, mais rallie l'année suivante son frère et rival Edgar, proclamé roi des Merciens entre-temps. Il annule le mariage d'Eadwig en 958 sous prétexte d'un lien de parenté trop étroit avec son épouse Ælfgifu, mais plus probablement pour des raisons politiques.
Oda apporte son soutien aux réformes monastiques de Dunstan et exerce une influence réformatrice au sein de l'Église, aux côtés des évêques Koenwald de Worcester et Ælfheah le Chauve de Winchester. Il fait élever le toit de la cathédrale de Cantorbéry et acquiert les reliques de Wilfrid et d'Ouen de Rouen. Il réorganise la structure épiscopale de sa province, en réformant les sièges d'Elmham et de Lindsey.

### Mort et postérité
Oda meurt le 2 juin 958. Il est considéré comme saint et fêté le 4 juillet. La première indication d'un culte d'Oda apparaît dans l'hagiographie d'Oswald rédigée par Byrhtferth à la fin du Xe siècle, mais Oda lui-même ne fait l'objet d'une Vie qu'entre 1093 et 1125, sous la plume d'Eadmer.